# Svenska ortodoxa prosteriet
Svenska ortodoxa prosteriet, eller Svenska prosteriet, är ett svenskspråkigt östortodoxt kristet samfund som bildades 1976 av Christofer Klasson och som är underställt den serbisk-ortodoxa kyrkan.
Prosteriets nuvarande ledare (juni 2019) är Dorotej Forsner.

## Mål
Målet för Svenska ortodoxa prosteriet är att erbjuda östortodoxa kristna i Sverige möjligheten att praktisera sin tro på sitt modersmål.

## Gemenskapen
För närvarande (2012) består prosteriet av två församlingar: Helige Demetrios Ortodoxa församling och Heliga Maria Magdalena Ortodoxa församling med en samlad medlemskår på 2143 personer (2012). Även Heliga Treenighetens kloster i Bredared, nära Borås, är administrativt kopplat till prosteriet.